# Euphorbia scripta
Euphorbia scripta är en törelväxtart som beskrevs av Carlo Pietro Stefano Stephen Sommier och Emile Emilio Levier. Euphorbia scripta ingår i släktet törlar, och familjen törelväxter. Inga underarter finns listade i Catalogue of Life.